# Ca l'Hostal
|  | Per a altres significats, vegeu «Ca l'Hostal (Marçà)». |

Ca l'Hostal és un edifici al Carrer del Mercat, prop de la seva confluència amb la Plaça del Mercat de Tivissa (Ribera d'Ebre). Dels edificis particulars de Tivissa, aquest és el més notable de tots, amb una severa i ben construïda façana d'estil renaixement, molt semblant a la de la Diputació de Barcelona. A l'estil d'aquesta casa se n'ha dit de l'Escola d'en Pere Blai.pa"/>

## Arquitectura
És un edifici cantoner de gran presència que es troba constituït per tres crugies. Consta de planta baixa, dos pisos i golfes i té la coberta plana transitable. El frontis es compon simètricament segons tres eixos, el central amb un portal molt alt d'arc de mig punt amb imposta i dovelles encoixinades. Sobre la clau hi ha una petita finestra quadrada que incorpora la inscripció "MDLXXXVI" a la part inferior. La resta d'obertures són d'arc pla amb emmarcament de pedra i petites mènsules a la base. El primer pis i el segon pis queden delimitats per una cornisa que rep el mateix tractament que les obertures. A partir d'aquesta, el parament dels murs passa de ser de carreus escairats a ceràmica vista. En aquest punt també canvia el tractament dels angles cantoners, encoixinats als pisos inferiors i de carreus als superiors. Remata la façana un ràfec amb volada suportat per mènsules.